# Pays des Kotama
 (juillet 2019).
- Si vous ne connaissez pas le sujet, laissez ce bandeau (vous pouvez alors contacter les auteurs).
- Si vous supprimez le contenu mis en cause (vous pouvez préalablement contacter les auteurs),

argumentez précisément cette suppression dans la page de discussion
(un manque de référence n'est pas un argument ; une recherche réelle de référence doit avoir été effectuée, être formellement documentée).
 (janvier 2011).
Si vous disposez d'ouvrages ou d'articles de référence ou si vous connaissez des sites web de qualité traitant du thème abordé ici, merci de compléter l'article en donnant les références utiles à sa vérifiabilité et en les liant à la section « Notes et références ».
 (janvier 2015).
Le pays des Kotama ou le pays Kotama est une région historique et culturelle d'Algérie qui fait partie de la Kabylie orientale, située au nord-est du pays elle couvre une partie de la wilaya de Béjaïa, la totalité de la wilaya de Jijel, l'ouest de la wilaya de Skikda (Collo) et le nord de la wilaya de Mila, de Sétif et de Constantine. Elle est limitée par Skikda à l'est, Constantine et Mila au sud et Sétif et Béjaïa à l'ouest. Les habitants de cette région sont communément appelés les Kabyles hadra qui descendent de la tribu berbère des Ketamas.
Connu aussi sous les noms de « Kabylie des Kotamas », « Kabylie orientale » ou encore de « Nord-Constantinois », l'Ouest du pays des Kotama constitue une partie de la région des Babors (Petite Kabylie ).

## Histoire
La région correspond grosso modo au foyer historique de la tribu berbère des Ketamas, qui joua un rôle considérable dans le Moyen Âge maghrébin et islamique, notamment parce qu'elle fut à l'origine de la création de l'empire fatimide au Xe siècle, qui s'étendait du Maroc actuel à l'Arabie.
Dans son ouvrage publié en 1867 Ernest Mercier mentionne la présence d'Oulhaça dans les environs de Annaba en actuelle Algérie. De nos jours, des représentants de cette branche vivent dans les environs de l'oued Tafna à l'ouest de l'actuelle Algérie dans la wilaya d'Aïn Témouchent. Le groupe de l'est de l'Algérie est situé à la limite des bornes des wilayas de Constantine et de Béjaia ainsi que les bordures des Aurès. Un groupe nommé Zedjala vit dans la plaine Medjana, au pied de la montagne Eiad des Aurès. On trouve en outre dans la région du Rif marocain des tribus Kutama depuis la dynastie fatimide.
"Les Kotama n'eurent jamais à souffir le moindre acte d'oppression de la part des Aghlabides." C'est que Kairouan se reconnut incapable de s'aventurer sur un terrain dont elle ne maîtrisait pas le relief montagneux et boisé. Les Kotama nourrissaient à l'égard des conquérants arabes "une hostilité spontanée" qu'ils manifestaient en accueillant les rebelles. Quand ils ont traduit cette hostilité à l'égard de Kairouan par une opposition religieuse organisée, elle prit le caractère d'un conflit violent où sombra la dynastie aghlabide. Les Kotama allèrent plus à l'est et fondèrent le Caire sous le nom de combattants fatimides (ceux qui se réclament du chi'isme ismaelien à la suite de l'assassinat de l'imam Ali).

## Situation actuelle
Les Kutamas sont aujourd'hui situés dans les wilayas de Béjaïa, Jijel, Sétif, Mila et jusqu'à Collo, ce qui correspond  à leur région d'origine  la Petite Kabylie. La culture kutama est encore présente dans une large mesure ; par exemple, le « couscous d'orge au poisson », (seksu ou berboucha bel hout des Kabyles hadra), très populaire dans cette région et dans le nord de la Tunisie, est d'origine Kutama. Sur le plan culturel, les habitants de cette région conservent une trace de leur identité en tant que Kutama et  Yennayer, ou ras el hem (nouvel an berbère), tradition locale bien ancrée, est fêté chaque année notamment dans la région de Jijel et Mila. 
Mais la plupart des tribus se sont assimilées aux Kabyles En’Nighas (Béjaïa,Sétif), aux Arabes (Annaba) et aux Kabyles Hadra de Jijel, Mila, Skikda et Collo. 
Il y a aussi des descendants de Kutama chez les Siwis en Égypte. 
Le défi de résister à l'influence des tribus dominantes, telles que les Sanhadja ou Béni Hilal, et des dynasties berbères qui succèdent aux Fatimides, tels que les Zirides, Hammadides, les Almoravides et les Almohades est difficile. 
Le fait qu'il existe aujourd'hui une identité Kutama témoigne de leur persistance face à ces défis. La langue kutama est aujourd'hui en grande partie arabisée comme à Jijel avec le dialecte jidjélien ou diluée dans d'autres dialectes berbères, comme c'est le cas à Béjaïa avec le tasahlite. 
La région est connue pour sa grande productivité agricole, sa ressource économique principale, sa gastronomie où le poisson est mis en avant ainsi que pour la beauté de ses paysages, de ses montagnes et de ses plages qui en fait une région touristique importante.

### Population
La région est donc peuplée par les Kabyles hadra descendants des Ketamas qui sont des montagnards d'origine berbère devenus arabophones.
L'expression "KTAM" qui est le singulier de "Kutamyen" (Ketamas) est restée dans les esprits notamment à Fedj-M'Zala  (Ferdjioua).
Le pays des Kotama compte donc aujourd'hui les villes de Jijel et ses environs (Taher, El Milia, etc.), Béjaïa, Collo, Mila, Ferdjioua, mais aussi le Nord de Sétif et de Constantine.